# Phytocoris lattini
Phytocoris lattini är en insektsart som beskrevs av Stonedahl 1988. Phytocoris lattini ingår i släktet Phytocoris och familjen ängsskinnbaggar. Inga underarter finns listade i Catalogue of Life.